# Великояблунівська сільська рада
Великояблуні́вська сільська́ ра́да — адміністративно-територіальна одиниця та орган місцевого самоврядування у Смілянському районі Черкаської області. Адміністративний центр — село Велика Яблунівка.

## Загальні відомості
- Населення ради: 1 966 осіб (станом на 2001 рік)

## Населені пункти
Сільській раді були підпорядковані населені пункти:
- с. Велика Яблунівка

## Склад ради
Рада складалася з 16 депутатів та голови.
- Голова ради:
- Секретар ради: Мотуз Ніна Олексіївна

### Керівний склад попередніх скликань
| Прізвище, ім'я, по батькові | Основні відомості                                    | Дата обрання | Дата звільнення |
| --------------------------- | ---------------------------------------------------- | ------------ | --------------- |
| Мазуренко Ольга Сергіївна   | Сільський голова, 1955 року народження, позапартійна | 26.03.2006   | 31.10.2010      |

Примітка: таблиця складена за даними сайту Верховної Ради України

### Депутати
За результатами місцевих виборів 2010 року депутатами ради стали:

#### За суб'єктами висування
| Суб'єкт висування           | Кількість обраних депутатів | %    |
| --------------------------- | --------------------------- | ---- |
| Самовисування               | 14                          | 87,5 |
| Комуністична партія України | 2                           | 12,5 |

#### За округами
| № округу                    | Прізвище, ім'я, по батькові     | Дата визнання обраним | Освіта  | Партійна приналежність            | Відомості про обраного депутата                         |
| --------------------------- | ------------------------------- | --------------------- | ------- | --------------------------------- | ------------------------------------------------------- |
| Комуністична партія України |                                 |                       |         |                                   |                                                         |
| 7                           | Олексенко Анатолій Андрійович   | 04.11.2010            | вища    | член Комуністичної партії України | Локомотивне депо ст. Т. Г. Шевченко, слюсар             |
| 15                          | Бойко Володимир Олександрович   | 04.11.2010            | вища    | член Комуністичної партії України | ШЧ-5, ст. Т. Г. Шевченко, електромеханік                |
| Самовисування               |                                 |                       |         |                                   |                                                         |
| 1                           | Назаренко Володимир Миколайович | 04.11.2010            | середня | позапартійний                     | пенсіонер                                               |
| 2                           | Шейко Ольга Миколаївна          | 04.11.2010            | вища    | позапартійна                      | Великояблунівська загальноосвітня школа, вчитель        |
| 3                           | Мотуз Ніна Олексіївна           | 04.11.2010            | вища    | позапартійна                      | Великояблунівська сільська рада, бухгалтер              |
| 4                           | Черпак Катерина Олексіївна      | 04.11.2010            | вища    | позапартійна                      | Великояблунівська сільська бібліотека, завідувач        |
| 5                           | Тищенко Ірина Іванівна          | 04.11.2010            | вища    | позапартійна                      | Великояблунівська сільська рада, землевпорядник         |
| 6                           | Трохименко Надія Іванівна       | 04.11.2010            | вища    | позапартійна                      | Великояблунівська загальноосвітня школа, вчитель        |
| 8                           | Кутова Надія Іванівна           | 04.11.2010            | середня | позапартійна                      | тимчасово не працює                                     |
| 9                           | Демиденко Іван Олексійович      | 04.11.2010            | середня | член Народної партії              | ЗК «Хорс», охоронник                                    |
| 10                          | Маруніч Сергій Михайлович       | 04.11.2010            | вища    | позапартійний                     | приватний підприємець                                   |
| 11                          | Большакова Галина Петрівна      | 04.11.2010            | середня | позапартійна                      | тимчасово не працює                                     |
| 12                          | Орел Василь Сидорович           | 04.11.2010            | вища    | позапартійний                     | пенсіонер                                               |
| 13                          | Собко Світлана Василівна        | 04.11.2010            | вища    | позапартійна                      | ДЗ «Смілянської міської СЕС», бухгалтер                 |
| 14                          | Мельник Галина Іванівна         | 04.11.2010            | середня | член Партії регіонів              | Великояблунівський сільський будинок культури, директор |
| 16                          | Присяжний Володимир Іванович    | 04.11.2010            | середня | позапартійний                     | ЗК «Хорс», різноробочий                                 |